# Brooklyn (Iowa)
Pour les articles homonymes, voir Brooklyn (homonymie).
Brooklyn est une ville du comté de Poweshiek, en Iowa, aux États-Unis. Elle est incorporée le 3 mai 1869.

## Source de la traduction
- (en) Cet article est partiellement ou en totalité issu de l’article de Wikipédia en anglais intitulé « Brooklyn, Iowa » (voir la liste des auteurs).